# Carl Kalt
Franz Carl Anton (auch: Karl) (* 28. Januar 1793 in Trier; † 22. Juli 1869 in Biebrich) war ein nassauischer Beamter und Politiker und Abgeordneter der 2. Kammer der Landstände des Herzogtums Nassau.

## Familie
Carl Kalt war der Sohn des kurtrierschen Amtmanns Rezepturbeamten und Hofrats Bertram Hieronymus Bartholomäus Kalt (getauft 13. Juli 1759 in Koblenz) und seiner Frau Caroline geborene Gilberan. 
Carl Kalt, der katholischer Konfession war, blieb unverheiratet.

## Leben
Carl Kalt besuchte das Gymnasium Koblenz und studierte dann Rechtswissenschaften in Wetzlar und Heidelberg. 1812 legte er das juristische Examen in Ehrenbreitstein ab und wurde Prokurator am dortigen Justizsenat. 1818 wurde er Prokurator in Herschbach, 1816 Amtsakzessist im Amt Marienberg und danach im Amt Höchst. 1919 wurde er Amtssekretär im Amt Diez, 1824 Amtssekretär und Chauseeinspektor im Amt Meudt, bevor er 1826 im Amt Usingen und 1828 im Amt Wehen als Amtssekretär eingesetzt war.
1832 wurde er zum Amtmann im Amt Wehen mit dem Titel Justizrat befördert. 1837 wechselte er in das Amt Hadamar, wo er 1849 pensioniert wurde. Nachdem das Amt Hadamar 1854 wieder eingerichtet worden war, wurde er 1854 bis 1856 Amtmann in Hadamar.
1849 wurde er in einer Nachwahl für Joseph Siebert für den Wahlkreis V (Hadamar/Wallmerod) in die Zweite Kammer der Landstände des Herzogtums Nassau gewählt, der er bis 1851 angehörte.